# Ipomoea eggersii
Ipomoea eggersii là một loài thực vật có hoa trong họ Bìm bìm. Loài này được (House) D.F. Austin mô tả khoa học đầu tiên năm 1977.